# Байсе, Фестус
Фестус Байсе (англ. Festus Baise; 11 апреля 1980 года, Аккра, Гана) — нигерийский и гонконгский футболист, выступавший на поле в качестве центрального защитника. Бывший игрок сборной Гонконга.

## Карьера
В 2004 году нигерийский футболист подписал контракт с гонконгским клубом «Мутуаль», который выступал во второй по силе лиге страны. В 2005 году нигериец перешёл в команду «Саут Чайна», однако в июле того же года сменил клуб и стал игроком «Ситизена». В сезоне 2007/08 его команда заняла второе место в чемпионате, а также завоевала Кубок Гонконга (англ. Hong Kong FA Cup).
16 декабря 2011 года Фестус Байсе вышел на поле в игре регулярного чемпионата против клуба «Сань Хэй». На 80-й минуте матча нигерийский защитник, отходя к собственной штрафной площади во время атаки соперника, попытался одним касанием перевести мяч на угловой, однако в результате закинул его за шиворот голкиперу своей команды точно в девятку ворот. В итоге матч закончился со счётом 2:3 в пользу «Ситизена». Видео момента, на котором Байсе забивает автогол, за декабрь 2011 года собрало на сайте «You Tube» более 4 миллионов просмотров. Этот случай также привлёк внимание британской прессы. В частности, журналисты «The Sun» заявляли, что удар Байсе, который привёл к автоголу, во многом был схож с так называемым ударом скорпиона, исполненным колумбийцем Рене Игитой в 1995 году во время товарищеского матча Колумбия — Англия. Другое издание, «The Daily Telegraph», отметило:
Любопытно, но партнеры Байсе по команде, судя по видео, не стали утешать своего коллегу, а вместо этого поздравили его с красиво забитым мячом…
В том же месяце гол Фестуса Байсе был назван пятым в списке самых лучших автоголов за всю историю по версии обозревателя газеты «The Daily Telegraph» Стива Уилсона
21 марта 2012 года Байсе отметился забитым голом на последней минуте матча «Ситизен» — «Янгон Юнайтед», проводившегося в рамках групповой стадии Кубка АФК. Этот мяч позволил его команде одержать победу со счётом 2:1, которая стала для клуба первой на данном турнире. Однако в итоге «Ситизен» не сумел выйти из группы G и выбыл из борьбы за Кубок.
В июле 2014 перешёл в клуб «Пегасус».
В начале 2016 года перешёл в китайский клуб «Гуйчжоу Чжичэн».